# Daniela Bianchi
Daniela Bianchi (* 31. Januar 1942 in Rom) ist eine italienische Schauspielerin. Ihre bekannteste Rolle ist diejenige der KGB-Agentin Tatiana Romanova im James-Bond-Film Liebesgrüße aus Moskau.

## Leben und Karriere
1960 gewann Bianchi den Titel beim Schönheitswettbewerb „Miss Rom“ und wurde im selben Jahr Zweite der Miss-Universe-Wahlen. Ihre Filmkarriere begann in französischen Filmen. Der 1963 entstandene Liebesgrüße aus Moskau war ihr erster und einziger englischsprachiger Film. Wegen ihres starken Akzents wurde sie von der Britin Barbara Jefford synchronisiert. Später spielte sie noch in einigen italienischen Genrefilmen, darunter einigen weiteren Agentenfilmen, und zog sich 1968 aus dem Filmgeschäft zurück.
Bianchi war mit dem Schifffahrtsmagnaten Alberto Cameli verheiratet, mit dem sie einen Sohn hat. Sie lebt in Genua.

## Filmografie
- 1958: Mit den Waffen einer Frau (En cas de malheur)
- 1961: Teufel um Mitternacht (Les démons de minuit)
- 1962: Das Schwert des Cid (La spada del Cid)
- 1963: James Bond 007 – Liebesgrüße aus Moskau (From Russia with Love)
- 1965: So ein Windhund (Slalom)
- 1966: Im Netz der goldenen Spinne (Missione speciale Lady Chaplin)
- 1967: Der Chef schickt seinen besten Mann (Requiem per un agente segreto)
- 1967: Operation „Kleiner Bruder“ (O. K. Connery)
- 1967: … und morgen fahrt ihr zur Hölle (Dalle Ardenne all’inferno)
- 1968: Scacco internazionale